# Saurauia obvallatoides
Saurauia obvallatoides är en tvåhjärtbladig växtart som beskrevs av Kanehira och Hatusima. Saurauia obvallatoides ingår i släktet Saurauia och familjen Actinidiaceae. Inga underarter finns listade i Catalogue of Life.